# Enicospilus mysticus
Enicospilus mysticus är en stekelart som beskrevs av Ian D. Gauld och Mitchell 1981. Enicospilus mysticus ingår i släktet Enicospilus och familjen brokparasitsteklar. Inga underarter finns listade i Catalogue of Life.